# Bedřichov (Středolabská tabule)
Bedřichov (279 m n. m.) je vrch v okrese Kolín Středočeského kraje. Leží asi 1 km jihozápadně od obce Nová Ves I, převážně na jejím katastrálním území.

## Geomorfologické zařazení
Geomorfologicky vrch náleží do celku Středolabská tabule, podcelku Českobrodská tabule, okrsku Kolínská tabule a podokrsku Kutlířská tabule.

## Přístup
Automobilem se dá nejblíže dopravit přímo pod vrchol k vysílači po silničce od Nové Vsi I. Odtud silnička pokračuje jako polní cesta k Vítězovu a po trase vede žlutá turistická značka.